# Karmeliterkloster (Brüssel)

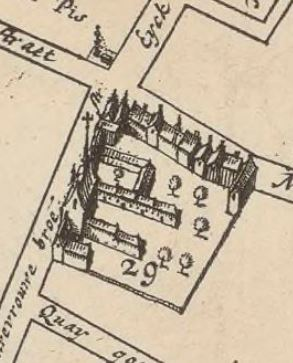
Klosterkirche vor der Bombardierung von Brüssel von 1695

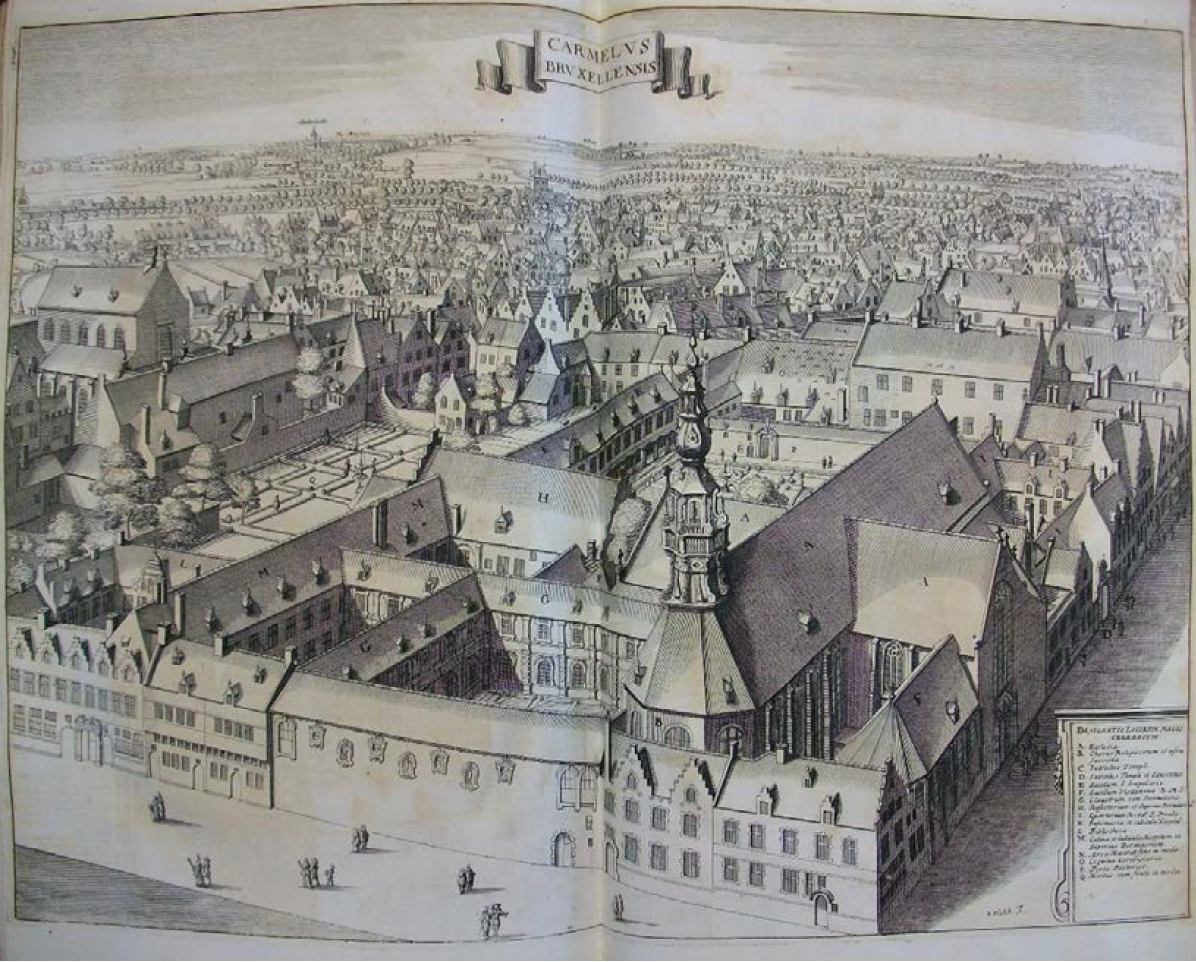
Klosterkirche wiederaufgebaut nach der Bombardierung von Brüssel von 1695

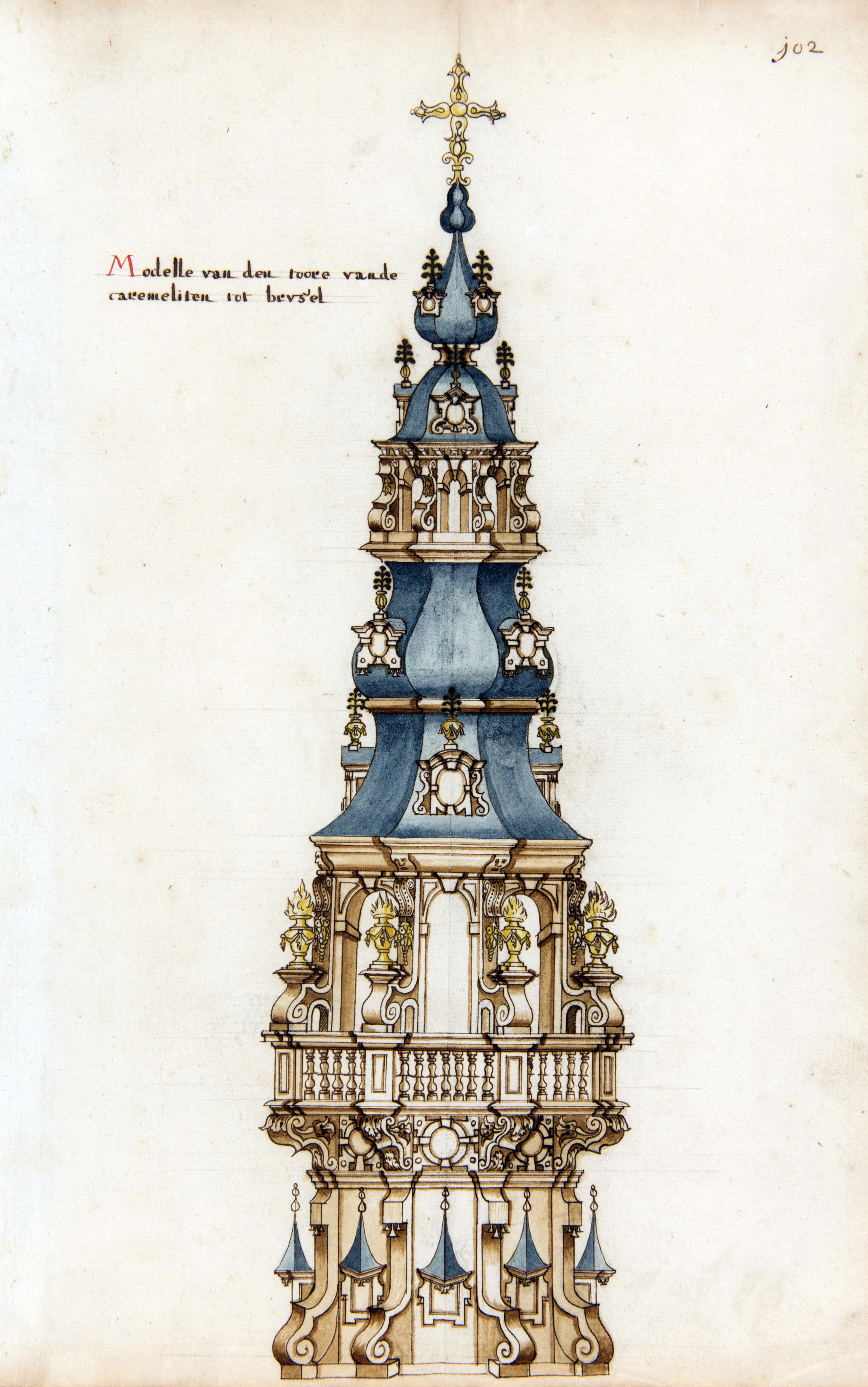
Turm der Klosterkirche

Das Karmeliterkloster in Brüssel bestand von 1249 bis 1796.

## Geschichte
1249 wurde eine Kapelle erbaut. 1441 wurde sie vergrößert und mit einem Turm versehen. Johanna von Brabant hatte den Karmeliter Jan de Hertoghe als Beichtvater und wurde in der Klosterkirche bestattet (1406), wo auch ihr Grabmal errichtet wurde.
In der Zeit der Brüsseler Republik wurde die Kirche von Calvinisten für ihre Gottesdienste benutzt.
Die französische Bombardierung von Brüssel von 1695 zerstörte das Karmeliterkloster. Es wurde jedoch im frühen 18. Jahrhundert wieder aufgebaut. Als Belgien im Jahr 1795 durch Frankreich annektiert wurde, hat man den Orden am 25. Oktober 1796 aufgehoben und das Kloster am 9. November 1796 geschlossen. 1797 wurde alle Gebäude abgebrochen und neue Straßen angelegt: Die Rue des Moineaux / Mussenstraat und die Rue des Grands Carmes / Lievevrouwbroersstraat.

## Buntglasfenster
In dieser Kirche wurde Jan von Enghien-Kestergat auf einem Buntglasfenster abgebildet, das bei der Bombardierung von Brüssel zerstört wurde. Abbildungen befinden sich jedoch in der Königlichen Bibliothek von Belgien.

## Hochaltar

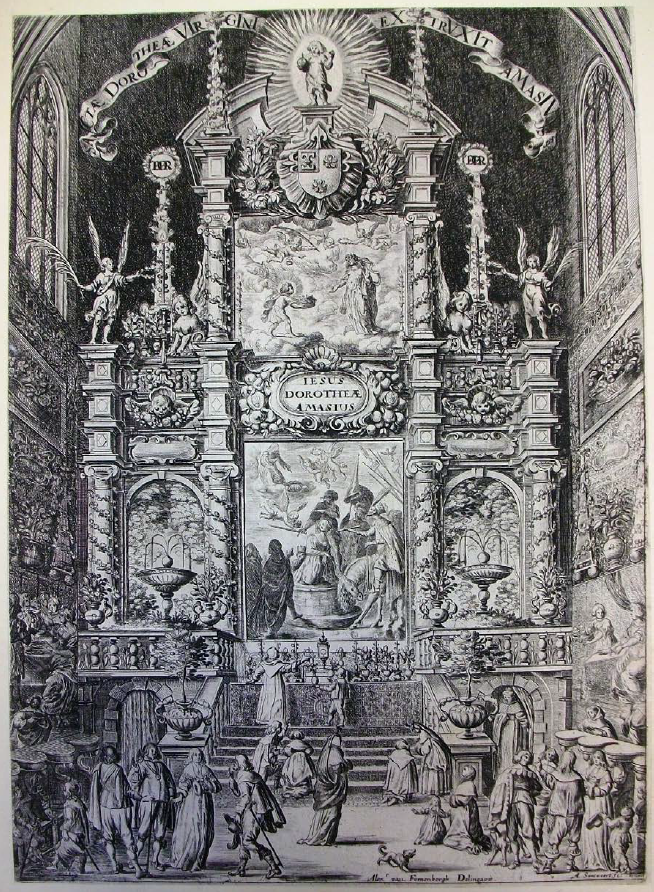
Hochaltar

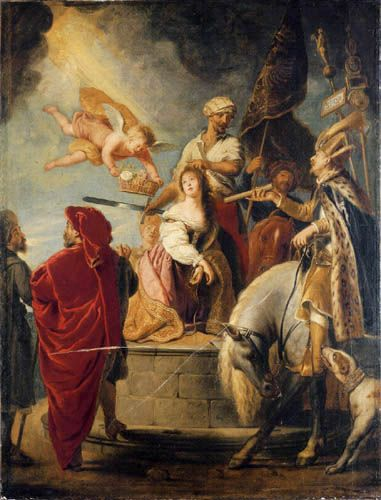
Gemälde des Hochaltars

Jan Baptist Maes oder Masius (1586 – 27. Juni 1667), Jurist und Verwalter der habsburgischen Niederlande, stiftete den Hochaltar, der ein Gemälde von Gaspar de Crayer (1640) hatte. Der Altar war der Heiligen Dorothea gewidmet und wurde zum Mittelpunkt eines jährlichen Blumenfestes, das von der Bruderschaft der Hl. Dorothea organisiert wurde und deren Vorsitzender Jan Baptist Maes oder Masius war.

## Ausstattung
In der Kirche hingen unter anderem folgende Gemälde:
- ein Gemälde von Rogier van der Weyden von 1446 (im Speisesaal)
- das Gemälde  Kreuzigung des Heiligen Petrus von Gaspar de Crayer
- das Gemälde  Hl. Anna unterrichtet die Magd von Peter Paul Rubens
- das Gemälde  Marienskapulier für Simon Stock von Jan van Orley, Schüler von Bernard van Orley, ca. 1705 (jetzt in der Katharinenkirche)

## Grabmäler
- Gerhard von Horn und seine Frau Johanna
- Engelbert, Jan und Lodewijk von Enghien-Kestergat in der Kapelle Marienskapulier vom Berge Karmel.
- Grabmal für Leonard Matthias van de Noot geschaffen vom Bildhauer Laurent Delvaux
- Grabmal der Johanna von Brabant